# Alexandra Salomonsson
Alexandra Lotten Margreth Salomonsson, född 16 april 1996 i Stockholm, är en svensk sångerska och låtskrivare. Hon var tidigare medlem i musikgruppen Dolly Style, där hon innehade rollen karaktären som Holly.

## Dolly Style
Salomonsson (Holly) anslöt sig tillsammans med Carolina Magnell (Molly) och Emma Pucek (Polly), som en av de tre originalmedlemmarna i musikgruppen Dolly Style, under sommaren 2014. Hon deltog sedan med gruppen i Melodifestivalen 2015 med bidraget (tillika debutsingeln) "Hello Hi", som skrevs av Emma Nors, Palle Hammarlund och Jimmy Jansson. Hon deltog sedan med gruppen på nytt i Melodifestivalen 2016 med bidraget "Rollercoaster", som skrevs av henne själv, tillsammans med Thomas G:son och Peter Boström. Hon lämnade sedan gruppen som den allra sista originalmedlemmen i mars 2018, och blev sedan ersatt av Vilma Davidsson, som därmed blev den nya Hollyn i gruppen.

## Idol
Efter att ha lämnat Dolly Style har Salomonsson vid två tillfällen sökt in till TV-programmet Idol på TV4, detta under 2021 och 2022 års säsonger. Senaste gången hon sökte in till programmet (2022) fick hon väldigt mycket kritik ifrån juryn, som ansåg att hon sjöng alldeles för svagt med mera. Salomonsson berättade sedan i ett meddelande till Aftonbladet att anledningen bakom hennes felsteg på auditionen, var för att hennes nervositet hade lagt sig på hennes röst, vilket den alltid brukade göra. Hon nämnde också i samma meddelande att hon kände på en sekund att hennes sång inte kändes så klockren, från det att hon hade börjat sjunga inför juryn.

## Diskografi

### Singlar
- 2019 — Off Limits
- 2019 — Himbo
- 2020 — Sanning eller konsekvens
- 2020 — Krossat glas
- 2021 — Glädjetårar